# ميك بينونين
ميك بينونين (بالإستونية: Mikk Pinnonen)‏ مواليد 4 يناير 1991 في إستونيا، هو لاعب كرة يد إستوني. يلعب حاليا مع شتينتسا مونيكيبال ديدمان باكاو.

## المسيرة الاحترافية
لعب مع نادي آرهوس لكرة اليد في الدوري الدنماركي من سنة 2010 إلى 2013، ثم لعب مع إتش 43 لوند في الدوري السويدي في موسم 2013–2014، ثم لعب مع شتينتسا مونيكيبال ديدمان باكاو في الدوري الروماني في سنة 2014.